# Pfaff Island
Pfaff Island ist eine kleine Insel in der Gruppe der Bennett-Inseln vor der Loubet-Küste des Grahamlands im Norden der Antarktischen Halbinsel. In der Hanusse-Bucht liegt sie unmittelbar südlich von Gränicher Island.
Luftaufnahmen der US-amerikanischen Ronne Antarctic Research Expedition (1947–1948) und der britischen Falkland Islands and Dependencies Aerial Survey Expedition (1956–1957) dienten ihrer Kartierung. Das UK Antarctic Place-Names Committee benannte sie 1965 nach dem deutschen Geologen Friedrich Pfaff (1825–1886), der zwischen 1874 und 1875 in der Schweiz bahnbrechende Untersuchung zur Verformbarkeit von Eis durchgeführt hatte.